# Ceilometer
Ceilometer er et måleinstrument som bruges til måle hvor højt over jordoverfladen undersiden af et skydække befinder sig. Målingen kan ske på flere måder. Et optisk ceilometer belyser skyen med et spotlys, hvorefter man måler vinklen til lyspletten fra flere steder på jordoverfladen og beregner højden ved hjælp af triangulering. Et laserceilometer udsender pulser af laserlys. Når laserlyset rammer aerosoler i en sky vil det blive udsat for mie-spredning og noget sendes tilbage i den retning det kom fra. Det detekteres af ceilometeret som måler tiden der tager for lyset at komme tilbage, og derudfra beregner højden når vinklen er kendt. Et laserceilometer kaldes også lidarceilometer da afstandsmålingen sker med atmosfærisk lidar.
Den danske meteorolog Poul la Cour byggede det første kendte ceilometer i 1871 og skrev om det i Tidsskrift for Physik og Chemi.